# Sarmatismus

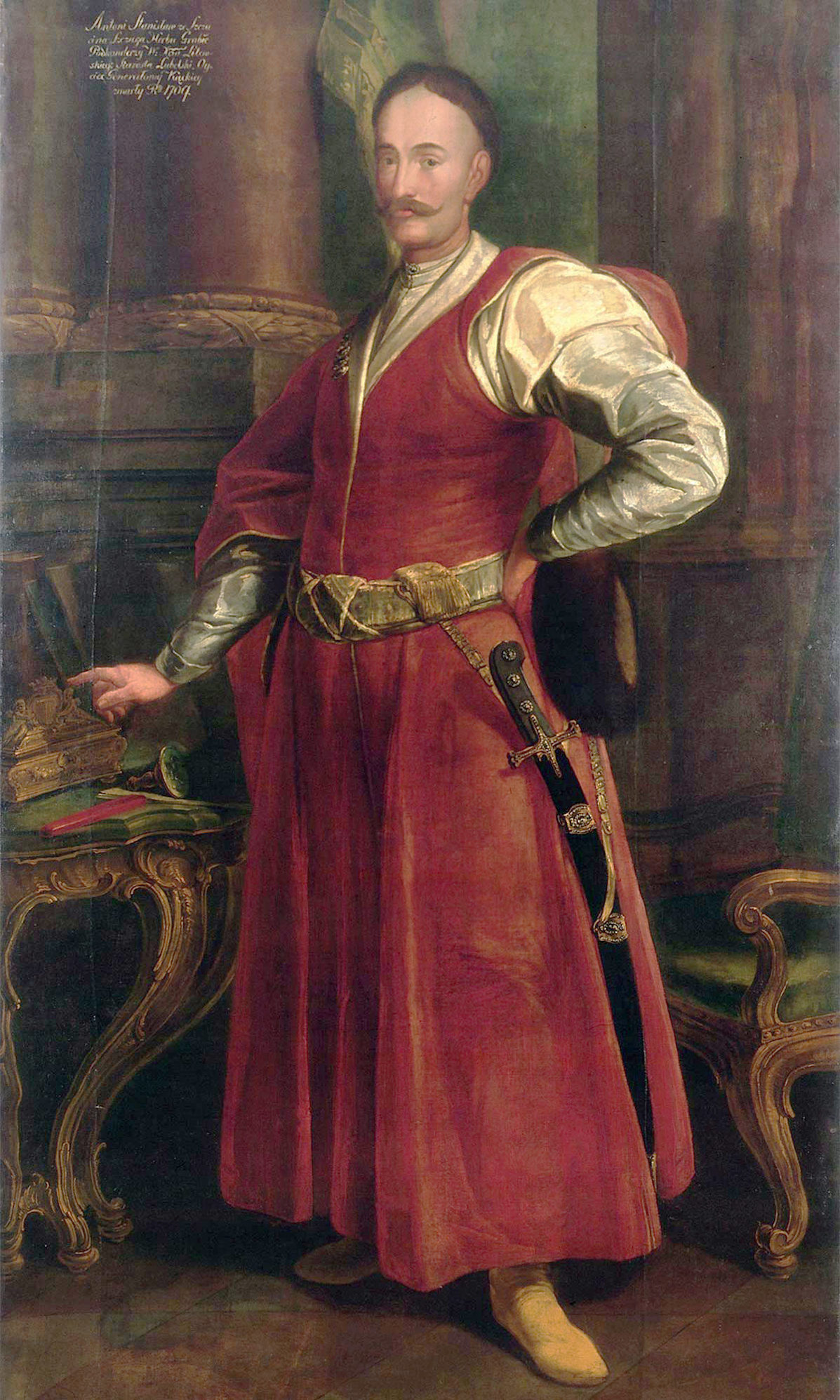
Stanisław Antoni Szczuka im Kontusz, der traditionellen Männerkleidung des polnischen Landadels

Als Sarmatismus bezeichnet man im Allgemeinen die Kultur und Ideologie des polnischen Adels im 17. und 18. Jahrhundert. Ausgangspunkt ist die Selbstbezeichnung des Kleinadels (Szlachta) und der Magnaten, die ihre Herkunft auf die Stämme der Sarmaten zurückführten.
Damit verbunden war der Kampf um besondere Standesprivilegien und eine klare – auch konfessionelle – Abgrenzung zu den Nachbarvölkern. Mit dieser konstruierten Vergangenheit wollten die führenden Adelsvertreter ihr ausschließliches Recht auf Herrschaft in der Adelsrepublik ebenso absichern, wie ihre im Liberum veto rechtlich festgelegte unbegrenzte persönliche Freiheit, auch und gerade gegenüber dem von ihnen gewählten König. Der Sarmatismus als idealisiertes Wertemodell fand Eingang in die Bildende Kunst, Architektur, Literatur und Alltagskultur. Kritiker dieses Konzepts, die es für den Niedergang des Doppelstaates und die Teilungen des späten 18. Jahrhunderts zumindest mitverantwortlich machten, warfen den Adligen Größenwahn, fehlende Toleranz gegenüber Andersdenkenden und -gläubigen und ständischen Egoismus vor. Das allerdings veränderte sich mit dem Ende des Doppelstaates Polen-Litauen in den Jahren von 1788 bis 1794, etwas zu spät für eine größere politische und kulturelle Veränderung.